# Liriomyza manii
Liriomyza manii är en tvåvingeart som beskrevs av Singh och Ipe 1973. Liriomyza manii ingår i släktet Liriomyza och familjen minerarflugor. Inga underarter finns listade i Catalogue of Life.